# Thomas Weelkes
Thomas Weelkes (baptisé à Elsted, dans le Sussex, le 25 octobre 1576 et mort à Londres le 30 novembre 1623) est un compositeur anglais de la Renaissance. 

## Biographie
Les débuts de la vie de Weelkes restent pratiquement inconnus. Baptisé à Elsted, un village près de Chichester, dans le Sussex, le 25 octobre 1576, il publie en 1597 un premier recueil de madrigaux à 3, 4, 5 et 6 voix. De 1598 à environ 1601, il est organiste au Winchester College. Pendant cette période, « il fait imprimer deux autres livres de madrigaux (1598 et 1600) et, avec la pièce As Vesta was from Latmos Hill, il contribue à l'anthologie réunie par Morley sous le titre The Triumphs of Oriana (1601) ». En 1600, les Madrigals of 5 and 6 parts, for the viols and voices, « constituent la première publication de madrigaux anglais du XVIIe siècle qui fasse référence à une possibilité d'interprétation avec un consort de violes ».
À l'université d'Oxford, il reçoit en 1602 le diplôme de bachelier en musique (Bachelor of Music (en)) du New College, « et son diplôme explique que l'éducation musicale de Weelkes a commencé seize ans auparavant, soit vers 1586 ». Il est ensuite organiste et directeur de la maîtrise de la cathédrale de Chichester, mais est renvoyé de ce poste le 16 janvier 1617 pour ivrognerie. À Chichester, il « reste comme chantre, mais s'adonne toujours à la boisson ». Quelques années auparavant, en 1608, son Ayres and Phantasticke Spirits for three voices, dernière publication, mentionne qu'il est gentleman of the Chapel Royal, mais « il a plus probablement été nommé gentleman extraordinary (gentilhomme extraordinaire), distinction conférée aux musiciens de cathédrale qui rendent des services occasionnels à l'institution musicale de la cour ». Ce lien avec la couronne explique en partie que Weekles vit principalement à Londres après son congédiement de 1617.
Weelkes finit sa vie à Londres, où il meurt le 30 novembre 1623, après avoir écrit un testament qui indique une fin de vie précaire.
La renommée de Weelkes dans le cadre de la musique anglaise est due à parts égales à ses madrigaux et à sa musique sacrée. « Weelkes possède une grande maîtrise du langage propre au madrigal [et] est certainement le plus audacieux et le plus avant-gardiste des madrigalistes anglais ». Il se distingue de la production de ses contemporains par sa recherche d'audaces harmoniques et contrapuntiques. Il ne recule devant aucune hardiesse harmonique ou rythmique comme dans ses Cries of London, sorte de symphonie vocale, ou dans Thule, the period of cosmography, « qui évoque le témoignage de voyageurs et de marchands à propos de phénomènes naturels étonnants (ex. : des éruptions volcaniques) dans des régions exotiques ». 
L'écriture de sa musique sacrée est plus conservatrice, mais non moins soignée, que celle de ses madrigaux. Il a également laissé un petit nombre de pièces pour clavecin qui le placent dans la troisième génération des virginalistes anglais et qui, à ce titre, permet de le classer parmi ces compositeurs qui firent la réputation de l'école anglaise au début du XVIIe siècle.

## Œuvres
Thomas Weelkes laisse un total de 75 œuvres.

### Musique sacrée
- All Laud and Praise
- All people, clap your hands
- Alleluia, I heard a voice
- Christ Rising
- Deliver us, O Lord
- Give Hear, O Lord
- Give the King Thy Judgements
- Gloria in excellis Deo
- Hosanna to the Son of David
- Laboravi in gemitu meo
- Lord, to thee I make my moan
- Most mighty and all-knowing Lord
- O happy he whom Thou protect’st
- O how amiable are Thy dwellings
- O Jonathan, woe is me
- O Lord, arise
- O Lord God almighty
- O Lord, grant the king a long life
- O mortal man
- O vos omnes
- Rejoice in the Lord
- What joy so true
- When David heard

### Madrigaux
- All at once well met
- The Andalusian merchant
- As deadly serpents lurking
- As Vesta was from Latmos hill descending
- Aye me, my wonted joys
- I bei ligustri
- Cease sorrows now
- Clear wells spring not
- Cold winter's ice is fled and gone
- Come clap thy hands
- Come, come lets begin
- Come, sirrah Jack, hoe!
- A country pair
- Cries of London, pour voix et violes
- Death hath deprived me
- Donna il vostro bel viso
- Farewell, my joy
- Four arms, two necks, one wreathing
- The gods have heard my vows
- Hark, all ye lovely saints above
- Hence Care, thou art too cruel
- I love and have my love regarded
- If beauty be a treasure
- If thy deceitful looks
- In black mourn I
- In pride of May
- Jockey thine horn pipes dull
- Lady, your eye my love enforced
- Lady, your spotless feature
- Like two proud armies
- Lo, country sports
- Lord, when I think
- Make haste ye lovers
- Mars in a fury
- My flocks feed not
- My Phillis bids me pack away
- My tears do not avail me
- The nightingale, the organ of delight
- Now ev'ry tree
- Now is my Cloris fresh as May
- Now is the bridals of fair Choralis
- Now let us make a merry greeting
- O Care, thou wilt despatch me
- O now weep, now sing
- On the plains, fairy trains
- Our country swains
- Phyllis go take thy pleasure
- Phyllis hath sworn
- Retire my thoughts
- Say, dear, when will your frowning?
- Say, wanton, will you love me?
- Since Robin Hood
- Sing we at pleasure
- Sit down and sing
- Some men desire spouses
- Strike it up, tabor
- Sweet heart arise
- Take here my heart
- Tan-ta-ra-tant-tant cryes Mars
- Those spots upon my Lady's face
- Those sweet delightful lilies
- Though my carriage be but careless
- Three times a day
- Three virgin nymphs
- Thule, the period of cosmography
- Thus sings my dearest jewel
- To shorten Winter's sadness
- Tomorrow is the marriage day
- Unto our flocks, sweet Corolus
- Upon a hill, the bonny boy
- We shepherds sing
- Welcome, sweet pleasure
- What haste fair Lady
- What have the Gods / Me thinks I hear
- Whilst youthful sports
- Young Cupid hath proclaim'd
- Your beauty it allureth

### Musique pour clavier
- Kemp's Dance
- Two Voluntaries

## Source
- Françoise Ferrand (dir.), Ignace Bossuyt, Gabrielle Bouley, Philippe Canguilhem et al., Guide de la musique de la Renaissance, Paris, Fayard, coll. « Les Indispensables de la musique », 2011, 1235 p. (ISBN 978-2-213-60638-5, OCLC 767579130);
- Marc Vignal (dir.), Dictionnaire de la musique, Paris, Larousse, coll. « In extenso », 2011, 1516 p. (ISBN 978-2-03-586059-0, OCLC 703208965)